# Xã McClellan, Quận Jefferson, Illinois
Xã McClellan (tiếng Anh: McClellan Township) là một xã thuộc quận Jefferson, tiểu bang Illinois, Hoa Kỳ. Năm 2010, dân số của xã này là 1.255 người.